# Georges-Louis Bouchez
Georges-Louis Bouchez (Frameries, 23 maart 1986) is een Belgisch politicus voor de liberale MR. Hij is de huidige voorzitter van deze partij.

## Biografie
Bouchez is de zoon van een Belgische vader en een Italiaanse moeder en liep lager en middelbaar onderwijs in Bergen. In 2007 studeerde Bouchez af als bachelor in de rechten aan de Université Saint-Louis - Bruxelles en in 2009 werd hij master in de rechten aan de Université libre de Bruxelles. 
Nadat hij was afgestudeerd, ging Bouchez in 2009 aan de slag als adviseur op het kabinet van toenmalig vice-eerste minister en minister van Financiën Didier Reynders. Hij bleef deze functie ook uitoefenen nadat Reynders in december 2011 minister van Buitenlandse Zaken werd, tot hij eind 2012 ontslag nam als kabinetsadviseur. Van 2010 tot 2012 was Bouchez ook assistent rechten aan de Universiteit Namen en van 2011 tot 2015 was hij praktijkassistent aan de Universiteit van Bergen, waar hij verantwoordelijk was voor het opstellen van juridische oefeningen. Van 2012 tot 2020 werkte Bouchez eveneens als advocaat.

### Politieke loopbaan
In 2006 begon Bouchez op twintigjarige leeftijd aan zijn politieke loopbaan toen hij opkwam bij de gemeenteraadsverkiezingen van oktober dat jaar in Bergen. Hij raakte verkozen en is sindsdien gemeenteraadslid van de stad. Na de gemeenteraadsverkiezingen van 2012, waarbij hij de MR-lijst in Bergen aanvoerde, werd hij schepen van Financiën, Begroting en Werk. Hij bleef dit tot in april 2016, toen de MR uit het gemeentebestuur werd gezet. Vanaf oktober 2014 was hij titelvoerend schepen, nadat hij de eed had afgelegd als lid van het Waals Parlement.
Ook in de nationale politiek werd hij actief. In juni 2010 stond hij als achtste op de MR-lijst voor de Belgische Senaat en in mei 2014 stond hij als eerste opvolger op de MR-lijst voor het Waals Parlement in het arrondissement Bergen. In oktober 2014 legde Bouchez de eed af als Waals Parlementslid en lid van het Parlement van de Franse Gemeenschap, ter vervanging van Jacqueline Galant, die minister werd in de federale regering-Michel. In april 2016 nam zij ontslag als minister en nam ze haar zetel in beide parlementen terug in, waardoor de parlementaire loopbaan van Bouchez voorlopig ten einde kwam. 
Enkele maanden later, in juli 2016, werd hij aangesteld tot algemeen afgevaardigde bij het Centre Jean Gol, de studiedienst van de MR. In deze functie diende hij het debat over de liberale ideeën aan te zwengelen en nieuwe initiatieven aan te wakkeren, alsook het beleid van de regering-Michel te verdedigen in de media. Bij de federale, regionale en Europese verkiezingen van 26 mei 2019 was Bouchez campagnewoordvoerder van de MR.
Bij deze verkiezingen was hij zelf kandidaat voor de Kamer van volksvertegenwoordigers en stond hij op de vierde plaats van de Henegouwse MR-lijst. Bouchez raakte echter niet verkozen, hoewel hij op lijsttrekker Denis Ducarme na het hoogste aantal voorkeurstemmen behaalde. Vervolgens besliste zijn partij om hem te coöpteren in de Senaat. Hij bleef senator tot in juni 2024.

### Voorzitterschap MR
In oktober 2019 stelde Bouchez zich kandidaat voor het voorzitterschap van zijn partij. In de eerste ronde van de voorzittersverkiezingen, op 12 november, behaalde hij met 44,59 procent de meeste stemmen. Hierdoor stootte hij door naar de tweede ronde van de voorzittersverkiezingen, waarbij hij het opnam tegen federaal minister Denis Ducarme, die de tweede meeste stemmen behaalde. Op 29 november 2019 werd hij verkozen tot voorzitter van de MR met 62 procent van de stemmen.
Op 10 december 2019 werd hij samen met CD&V-voorzitter Joachim Coens gevraagd door de koning om informateur te worden bij de moeilijke regeringsvorming. Hun opdracht werd op 31 januari 2020 beëindigd zonder zicht op een mogelijke coalitie. Later in de regeringsvorming nam Bouchez van juni tot juli 2020 samen met CD&V-voorzitter Coens en Open Vld-voorzitter Egbert Lachaert het initiatief tot de vorming van een zogenaamde Arizona-coalitie met CD&V, MR, Open Vld, N-VA en sp.a, hetgeen echter mislukte.
Toen in oktober 2020 uiteindelijk de regering-De Croo tot stand kwam, leidde de verdeling van de ministerportefeuilles tot onrust binnen de partij. Bouchez kwam onder vuur te liggen omdat hij zonder overleg Mathieu Michel, respectievelijk de zoon en de broer van MR-boegbeelden Louis Michel en Charles Michel, aanstelde tot staatssecretaris, waardoor hem nepotisme werd verweten. Daarnaast wilde hij uittredend federaal minister Denis Ducarme naar de Waalse regering sturen, ten koste van Waals minister Valérie De Bue. Dit bleek echter onwettig te zijn, omdat de Waalse regering dan niet meer zou voldoen aan de genderquota, die stellen dat minstens een derde van de Waalse ministers vrouw moet zijn. Bouchez dreigde wegens zijn eigengereidheid afgezet te worden als partijvoorzitter, maar uiteindelijk gingen de parlementsleden van MR akkoord om het bestuur van de partij te hervormen, waarbij Bouchez een raad van elf prominenten binnen de partij rond zich kreeg. Deze kwam echter nooit van de grond.
In principe zou de termijn van Bouchez als voorzitter van de MR aflopen in november 2023. Omdat het enkele maanden voor het verkiezingsjaar 2024 echter geen evidentie was om voorzittersverkiezingen te organiseren, werd door de partijraad van de partij besloten het mandaat van Bouchez te verlengen tot na de lokale verkiezingen van oktober 2024. Na de verkiezingen van juni 2024 boekte de MR zowel in Wallonië als in Brussel een grote overwinning, waarna beslist werd de voorzittersverkiezingen te vervroegen naar 15 juli 2024. Bouchez stelde zich daarbij kandidaat om zichzelf op te volgen. Als enige kandidaat behaalde hij 96 procent van de stemmen en werd hij gekozen voor een tweede termijn als partijvoorzitter.
Hij was bij de federale verkiezingen van juni 2024 lijsttrekker voor zijn partij in Henegouwen en werd met bijna 80.000 voorkeurstemmen verkozen in de Kamer van volksvertegenwoordigers.

### Privé
Bouchez is zeer betrokken bij het voetbal in de regio Bergen-Borinage. Op 24 april 2020 werd hij benoemd tot voorzitter van Francs Borains. Zelf is hij supporter van KRC Genk.

### Beïnvloeding van de persvrijheid en betrokkenheid bij de goklobby
In april 2024 schreef het dagblad Le Vif dat Georges-Louis Bouchez een artikel van Moustique zou doen intrekken hebben, getiteld Une enquête pointe les liens entre Georges-Louis Bouchez et les sociétés de paris sportifs.. In het artikel werd beschreven hoe Bouchez rechtstreekse banden zou hebben met meerdere gokbedrijven, waaronder met name Ladbrokes. Anderzijds wordt Bouchez ervan beschuldigd zijn voorzitterschap van de MR te gebruiken om maatregelen die reclame voor gokspelen beperken te minimaliseren.
De intrekking van het artikel wordt beschouwd als een ernstige schending van de persvrijheid volgens Ecolo-politicus Gilles Vanden Burre.

### Illegale cumul
In januari 2022 liet Le Vif opmerken dat Bouchez op illegale wijze zijn activiteit als senator cumuleert met zijn voorzitterschap van het wetenschapspark SparkOH!. Bouchez verklaarde tijdens zijn campagne voor het voorzitterschap van de MR dat hij zijn senatorschap zou opgeven indien hij verkozen werd. Hij deed dit echter niet.
Op 24 januari 2022 gaf Bouchez wel zijn voorzitterschap van SparkOH! op om senator te kunnen blijven.

### Product placement
In augustus 2024 werd Bouchez bekritiseerd in de pers omwille van product placement op zijn sociale media.. Bovendien werden de banden in vraag gesteld tussen Bouchez en de sponsor Fabien Debecq, die genoemd wordt in de Panama Papers wegens het bezit van rekeningen en schijnbedrijven in meerdere belastingsparadijzen..

### Zelfpromotie op Wikipedia
Eind augustus 2024 deden wijzigingen op de Wikipedia-pagina van Georges-Louis Bouchez het vermoeden van zelfpromotie ontstaan, een schending van de gebruiksvoorwaarden van Wikipedia. De gebruiker die de wijzigingen aanbracht had een pagina op LinkedIn die vermeldde dat hij sinds januari 2024 consultant was bij Onlyne, een bedrijf dat de communicatie van Bouchez verzorgt.

### Benoeming van partner
Begin juli 2025 ontstond ophef rond de benoeming van Lucie Demaret (MR) als nieuwe voorzitter van de raad van bestuur van het ONE, de Franstalige tegenhanger van Kind en Gezin. Demaret is de partner van Georges-Louis Bouchez, die besliste over de benoeming. Volgens hemzelf is er geen sprake van nepotisme.

### Aanvaring met RTBF-journalist
In juli 2025 publiceerde de RTBF een artikel over vermeende fraude met een parkeerkaart. Bouchezs chauffeur zou na herhaaldelijk verkeerd parkeren in Bouchezs straat en het oplopen van verkeersboetes een tijd met een gehandicaptenkaart hebben gereden. Die kaart bleek van de overleden vader van de chauffeur te zijn en was dus ongeldig. De RTBF had echter de indruk gewekt dat Bouchez zelf die ongeldige kaart gebruikte. Bouchez belde de RTBF woedend op en vraag om de journalist naar hem te sturen, die "riskeert misschien zelf een kaart nodig te hebben nadien". Bouchez beweerde achteraf dat hij naar de perskaart van de journalist verwees, die hij zou nodig hebben voor als Bouchez gerechtelijke stappen onderneemt, maar anderen zagen er een fysieke bedreiging in. De Europese Federatie van Journalisten heeft de zaak beklaagd bij Raad van Europa.

## Trivia
- In mei 2023 was hij te zien in het VTM-programma Special Forces: Wie Durft Wint, waarin hij zich niet populair maakte door zijn gebrek aan inzet. In de tweede aflevering van het programma besloot hij zelf op te stappen.[25][26]